# Nyŏngwŏn
Nyŏngwŏn (kor. 녕원군, Nyŏngwŏn-gun) – powiat w Korei Północnej, w północno-wschodniej prowincji P’yŏngan Południowy. W 2008 roku liczył 30 427 mieszkańców. Graniczy z powiatami Taehŭng od wschodu, Yodŏk (prowincja Hamgyŏng Południowy) i Maengsan od południa, Hyangsan, Kujang (obie w prowincji P’yŏngan Północny) i Tŏkch’ŏn od zachodu, a także z miastem Hŭich’ŏn i z powiatem Tongsin od północy.

## Historia
Przed wyzwoleniem Korei spod okupacji japońskiej powiat składał się z 9 miejscowości (kor. myŏn) oraz 88 wsi (kor. ri). W obecnej formie powstał w wyniku gruntownej reformy podziału administracyjnego w grudniu 1952 roku. W jego skład weszły wówczas tereny należące wcześniej do miejscowości Nyŏngwŏn, T’aegŭk, Yŏngnak, Onhwa (1 wieś) i Tŏkhwa (3 wsie). Powiat Nyŏngwŏn składał się wówczas z jednego miasteczka (Nyŏngwŏn-ŭp) i 18 wsi. W październiku 1954 roku powiat powiększył się o wsie Ryongdae, Ch'ŏngsan, Sunho, Sinhŭng, Hoeyang i Onyang, które do tej pory znajdowały się w granicach administracyjnych powiatu Taehŭng.

## Podział administracyjny powiatu
W skład powiatu wchodzą następujące jednostki administracyjne:
| Nazwa jednostki administracyjnej | Rodzaj jednostki administracyjnej | Hangul | Hancha |
| -------------------------------- | --------------------------------- | ------ | ------ |
| Nyŏngwŏn-ŭp                      | miasteczko                        | 녕원읍 | 寧遠邑 |
| Okch'ŏn-dong                     | osiedle                           | 옥천동 | 玉泉洞 |
| Changsan-ri                      | wieś                              | 장산리 | 長山里 |
| Ryongsŏng-ri                     | wieś                              | 룡성리 | 龍城里 |
| Sindae-ri                        | wieś                              | 신대리 | 新垈里 |
| Sin-ri                           | wieś                              | 신리   | 新里   |
| Sinmak-ri                        | wieś                              | 신막리 | 新幕里 |
| Masan-ri                         | wieś                              | 마산리 | 馬山里 |
| Mungok-ri                        | wieś                              | 문곡리 | 文谷里 |
| P'ungjŏn-ri                      | wieś                              | 풍전리 | 豊田里 |
| Songsan-ri                       | wieś                              | 송산리 | 宋山里 |
| Yŏngch'ang-ri                    | wieś                              | 영창리 | 永昌里 |
| Top'yŏng-ri                      | wieś                              | 도평리 | 都坪里 |
| Sŭngt'ong-ri                     | wieś                              | 승통리 | 勝通里 |
| Chungsam-ri                      | wieś                              | 중삼리 | 中三里 |
| Sinhŭng-ri                       | wieś                              | 신흥리 | 新興里 |
| Onyang-ri                        | wieś                              | 온양리 | 溫陽里 |
| Hoeyang-ri                       | wieś                              | 회양리 | 回陽里 |
| Suha-ri                          | wieś                              | 수하리 | 水下里 |
| Tosam-ri                         | wieś                              | 도삼리 | 都三里 |
| Ch’angsan-ri                     | wieś                              | 창산리 | 倉山里 |
| Taesŏng-ri                       | wieś                              | 대성리 | 大城里 |
| Ryongdae-ri                      | wieś                              | 룡대리 | 龍垈里 |
| Ch'ŏngsan-ri                     | wieś                              | 청산리 | 淸山里 |
| Sunho-ri                         | wieś                              | 순호리 | 順湖里 |

## Sport
Corocznie rozgrywane są tutaj turnieje tenisowe rangi ITF o nazwie ITF Yeongwol Women’s Circuit.